# Кочанска котлина
Кочанска котлина (мкд. Кочанска Котлина) је долина дуж реке Брегалнице у источном делу Северне Македоније.
Налази се на географској ширини од 41° и 55' и географској дужини од 22° и 25'. Она обухвата површину од 1020 км² и протеже се са обе стране Брегалнице у правцу запад-југозапад ка север-североисток, дужине од 26 км. Дно долине, т. ј. њен равни део обухвата површину од 115 км². Најнижа тачка налази се у западном делу, код ушћа Злетовске реке у Брегалници, на надморској висини од 290 метара. Према истоку се равница постепено уздиже, тако да се на ушћу реке Осојница налази на надморској висини од 330 метара. Разлика од најнижег до највишег дела поља је 40 метара.
За неке делове Кочанске котлине постоје посебни називи. Тако, средњи део је познат као Кочанско поље (или само Кочанско), југоисточни као Виничко, а западни као Злетовица. Територија око веһих села назива се: Оризарско, Истибањско, Зрновско, Облешевско итд.
Котлина има рељефне погодности и изванредног плодног земљишта, које, заједно са доступном хидрографском мрежом омогућава природно кретање воде и омогућава вегетацију жита, нарочито пиринча.

## Историја
Према досадашњим испитивањима, дошло је до научних сазнања да је котлина настала тектонским путем. Кључан значај за данашњу форму и рељефну структуру одиграли су тектонски помаци који су се десили пре средњег олигоцена. Тада је дошло до спуштање земљишта између две раседне линије, и то једна са севера, Осоговска, и друга са јужне, Плачковичке стране. При крају миоцена и почетком плиоцена, долина је преплављена од слатководног језера које, заједно са другим суседним језерима, је створило познатог, у геоморфолошкој литератури, Средновардарског језера. Дубина овог Кочанског плиоценог језера је била преко 500 метара.
Истеком језера према долини Вардара дошло је до сушења и Кочанског језера. Тада је почела флувијална фаза развоја рељефа и формирање флувијалних облика рељефа. Засецање корита реке Брегалница довело је до формирања речних тераса које су најуочљивије на улазу и излазу Брегалнице у Кочанској котлини.
Структура котлине са својим упечатљивим сеизмичким пукотинама, чини је прилично активном, са потенцијалом од 8-9° према Меркалијевој сеизмичкој скали.

## Клима
Средња просечна годишња температура ваздуха је 13 °C, чиме се Кочанска котлина сврстава у реду топлих котлина у Северној Македонији. Она има сличну температуру ваздуха као и у котлини Велеса и Струмице. Долина је богата термалним изворима, од којих су карактеристичнији они код села Истибања, Долни Подлог, Бања и Крупиште. Код села Долни Подлог сада се користе две бушотине од 35 и 460 метара, са капацитетом од 300л/сек. и температуром између 70-80 °C. Лековитост термалне воде из басена Кочанске котлине је идентична са термалном водом из Негорске бање, код Ђевђелије.